# 日本生命保險
日本生命保險相互會社（日语：／ Nihon seimei hoken Sōgo gaisha */?），簡稱日本生命、日生（／），是日本第二大人身保險公司，僅次於日本郵政旗下的簡保生命保險。總部位於大阪市的今橋。創立於1889年，當時名為「有限責任日本生命保險會社」，1891年改組為株式會社，至1947年再改組為相互會社（相互保險公司），是現今日本僅有的5家相互保險公司之一。

## 历史
1898年，日本生命向其投保人發放了第一筆保險理賠金。其於2015年的總資產為620億日圓，雇有70,783名員工。

## 經營狀態

### 主要收入來源
- 經常性收入（即普通公司的銷售收入）：7兆1,679億2,100萬日圓。詳細收入項目如下：
  - 保費收入：5兆3,886億1,800萬日圓
  - 投資收入：1兆4,653億1,600萬日圓
  - 其他收入：3,139億8,700萬日圓

該公司的保費收入約占全部收入的75%。

### 信用評等
- 保險財務能力評等，標準普爾：A+[4]
- 保險財務能力評等，穆迪：Aa3[4]

### 企業投資
日本國內許多大型企業，從製藥、金融業、鐵路公司、鐵道公司、乃至於電視台，最大股東均是日本生命，其中包括三菱日聯金融集團、久保田、近畿日本鐵道、阪急阪神控股、南海電氣鐵道、京濱急行電鐵、京王電鐵、札幌啤酒、武田藥品、高島屋、東京放送控股、東京電視控股、每日放送、朝日放送等。另外，日本生命亦在三得利、大阪電視台等非上市公司擁有大量股份。
在日本泡沫經濟最高峰的1980年代後期，日本生命所投資的上市公司有1,806家，其中69家是最大股東、432家是持股前5大、約750家是持股前10大，因而曾被媒體稱作「日本株式會社的沉默大股東」（日本株式会社の静かなる大株主；是形容當時日本經濟發展旺盛的用語）。即使是泡沫經濟破滅後，日本生命仍持有日本企業在國內發行股票總數的2.3％，並在約3千家企業擁有股份（包含2,150家上市公司）。

## 公司歷史

### 年表
- 1889年（明治22年）：日本生命的最初前身「有限責任日本生命保險會社」成立。
- 1891年（明治24年）：改制為株式會社，同時更名為「日本生命保險株式會社」。
- 1898年（明治31年）：該公司發放第一筆保險理賠金。
- 1940年（昭和15年）：發放「利潤與普通保險股息」，為全日本首例。
- 1947年（昭和22年）：改制為相互保險公司，並重新命名為「日本生命保險相互會社」。
- 1987年（昭和62年）：子公司星和住宅公司、星和地所公司與新星開發公司合併，成為新的大林新星和不動產公司。
- 1996年（平成8年）：子公司日生財產保險有限公司成立。
- 1997年（平成9年）：日本生命人壽保險公司菲律賓分公司成立。
- 1997年（平成9年）：入股泰國的曼谷人壽保險。
- 1998年（平成10年）：子公司日生資產管理公司成立（由日生投信與日生投顧合併而來）
- 2001年（平成13年）：同和火災海上保險公司與日生財產保險有限公司合併，成為日生同和保險。
- 2009年（平成21年）：日本生命成立120週年。

### 歷代負責人
- 第1代：鴻池善右衛門
- 第2代：片冈直温
- 第3代：弘世助太郎
- 第4代：成瀬達（弘世現的兄長）
- 第5代：弘世現
- 第6代：川瀬源太郎
- 第7代：伊藤助成
- 第8代：宇野郁夫
- 第9代：岡本圀衞
- 第10代：筒井義信（現任）